# Фитуни, Леонид Леонидович
Леони́д Леони́дович Фитуни́ (27 сентября 1953, Москва - 28 октября 2023 г., Москва) — российский экономист-международник, доктор экономических наук, профессор, член-корреспондент РАН по Отделению глобальных проблем и международных отношений (2016), заместитель директора, заведующий Центром глобальных и стратегических исследований, Института Африки РАН, главный редактор журнала «Ученые записки Института Африки РАН».

## Биография
В 1975 году окончил МГИМО МИД СССР (факультет Международных экономических отношений). Владеет английским, французским и арабским языками.
После окончания в 1978 г. аспирантуры Института Африки АН СССР работал в Институте в должности младшего, старшего, главного научного сотрудника, заведующего сектором, заведующего Центром.
С 2006 г. - заместитель директора Института Африки РАН по научной работе. Возглавляет Центр глобальных и стратегических исследований.

### Академическая карьера
- 1978 г. — кандидат экономических наук
- 2001 г. — доктор экономических наук
- 2002 г. — профессор (ВАК)
- 2016 г. — член-корреспондент РАН

### Области исследований
Леонид Леонидович Фитуни — один из ведущих российских специалистов в области глобального управления, геоэкономики, исследования проблем экономического развития и международных отношений развивающихся стран. В центре его исследований находятся вопросы изменения экономического баланса сил в многополярном мире, международных экономических отношений развивающихся стран, глобальные и стратегические исследования, а также социально-экономические и политические проблемы развивающихся стран, Африки, арабского и исламского мира.
В числе первых отечественных ученых начал системные исследования деструктивных последствий глобализации для мировой периферии. Фитуни Л.Л. принадлежит приоритет в исследовании экономики международного терроризма и ряда актуальных вопросов обеспечения экономической безопасности в России и в мире. Созданная им научная школа исследования проблем неформальной, теневой и криминальной экономики, противодействия легализации средств преступного происхождения и финансированию терроризма известна как у нас в стране, так и за рубежом. За исследование этих вопросов  в 1995 г. он удостоен именного Знака Признания «In Appreciation» Кембриджского университета (Великобритания) и за большой вклад в развитие отечественной науки - "Ордена Дружбы" (2011) . Л.Л. Фитуни - автор первого в России учебника по финансовому мониторингу.

### Членство в научных и редакционных советах
Является председателем диссертационного совета по экономическим наукам («мировая экономика») при Институте Африки РАН, заместителем председателя Учёного совета Института Африки РАН, а также членом ряда редакционных коллегий и редсоветов журналов, в том числе:
- «Ученые записки Института Африки РАН »  (главный редактор)
- «Азия и Африка сегодня »
- «Вестник Российского экономического университета имени и Г. В. Плеханова»
- «Вестник Российского университета дружбы народов. Серия: Международные отношения »
- «Journal of Financial Crime» (Emerald Group Publishing[англ.], UK)
- «Journal of Money Laundering Control» (Emerald Group Publishing[англ.], UK).

### Педагогическая и учебно-методическая деятельность
В 1982-2018 гг. вел преподавательскую работу в качестве и.о. доцента, доцента, и.о. профессора и профессора в МГИМО МИД СССР, Дипломатической Академии МИД России, Международном университете в Москве, МНЭПУ, РЭУ им. Г.В. Плеханова, Российского университета дружбы народов. В разное время входил в состав учебно-методических объединений по специальностям: "Мировая экономика", "Экономическая безопасность", "Политические науки", "Востоковедение и африканистика".
Являлся профессором: 
- Московского государственного университета им. М.В. Ломоносова (c 2008 г.)

Скончался 28 октября 2023 года. Похоронен в Москве на Головинском кладбище (участок 1).

## Основные научные труды
Л. Л. Фитуни — автор, руководитель авторских коллективов и редактор 36 книг и более 300 статей, изданных в России и за рубежом, в том числе в Великобритании, ЮАР, Германии, Италии, Индии, США, Ливане, Нигерии, Эфиопии, Анголе и др.
В числе его главных книг:
- Фитуни Л. Л. и др. (2019) Мировая экономика. В 2 ч. Учебник для вузов (Р. И. Хасбулатов, ред.) — 2-е изд., перераб. и доп. — Москва : Изд-во Юрайт, 2019. — 691 с. — (Высшее образование). ч.1 — ISBN 978-5-534-11204-7;[8] ч.2 — ISBN 978-5-534-11206-1 (соавт.)
- Фитуни Л. Л., Абрамова И. О.(2018). Ислам, глобальное управление и новый миропорядок. М.: ИАфр, 2018. — 376 c. ISBN 978-5-91298-227-9
- Фитуни Л. Л. и др. (2018) Международная торговая политика. В 2 ч. Академический курс. (Р. И. Хасбулатов, ред.) — 2-е изд., перераб. и доп. — Москва : Изд-во Юрайт, 2018. — 691 с. ч.1 — ISBN 978-5-534-05210-7 ; ч. 2 — ISBN 978-5-534-05211-4 (соавт.)
- Fituni L. (2017) Russia’s Geostrategic Vision of African Natural Resources. В книге: Governing Natural Resources for Africa’s Development.(G.Besada, ed.) London & New York: Routledge. С. 284—311 DOI: 10.4324/9781315514253[9] ISBN 978-1-138-20051-7
- Африка и национальные интересы России М. 2016[10] ISBN 978-5-91298-183-8 (соавт. и соред.)
- Fituni L.L. (2016) From Boulders to Ashlars — BRICS of A New World Order: Hierarchies Of Power And Degrees Of Freedom In The Emerging World System Of the 21st Century. В книге: The BRICS and Beyond: The International Political Economy of the Emergence of a New World Order. (Li Xing ed.). London: Taylor and Francis Inc. С. 93-110[11]. ISBN 978-1-47-242836-3
- Fituni L.L. et al. (2015) Research Handbook on International Financial Crime (B. Rider, ed.) London: Edward Elgar Publ.[12] ISBN 978-1-78347-578-0 (соавт.)
- Fituni L.L. et al. (2014) Laying the BRICS of a New Global Order: From Yekaterinburg 2009 to Ethekwini 2013.(F. Kornegay and N. Bohler-Muller, eds.) Johannesburg. — 482 c. ISBN 978-0-7983-04030[13] (соавт.)
- Фитуни Л. Л. (2012) Африка: Ресурсные войны XXI века. M. 2012. — 243 c.[14] ISBN 978-5-91298-107-4
- Фитуни Л.Л. (2011) Социально-экономические проблемы развивающихся стран в стратегии и тактике международного терроризма. М.[15] ISBN 978-5-91298-087-9 (соавт. и ред.)
- Fituni L.L., Abramova I.O. (2010). Resource potential of Africa and Russia’s national interests in the XXI century. Moscow.[16]  ISBN 978-5-91298-079-4
- Легализация преступных доходов и коррупция в органах государственной власти: теория, практика, техника противодействия. (Под ред. В. М. Баранова, Л. Л. Фитуни). Ниж. Новгород.:ННАМВД. 2010. — 850 с.[17]
- Фитуни Л.Л. (2009) Экономика международного терроризма. М.:ИнАф РАН. — 470 с.[18] ISBN 978-5-91298-050-3
- Легализация преступных доходов как угроза экономической безопасности России: теория, практика, техника гармонизации международно-правовых и национальных механизмов противодействия (Под ред. В. М. Баранова, Л. Л. Фитуни). Ниж. Новгород, 2009. — 849 с.[19]
- Абрамова И. О., Фитуни Л. Л., Сапунцов А. Л. (2007)."Возникающие" и «несостоявшиеся» государства в мировой экономике и политике. М.: ИнАФРАН,[20] ISBN 978-5-91298-020-6
- Фитуни Л. Л. и др. (2005). Финансовый мониторинг потоков капитала с целью предупреждения финанирования терроризма. (под ред. С. Годдарда, А. Т. Никитина и Л. Л. Фитуни). М:МНЭПУ — 296 с.  ISBN 5-7383-0265-5 (соавт. и соред.)
- Fituni L.L. (2005) The Anatomy of Terrorist Financing. Planning, methods of mobilization and strategies. В кн.: Islamistischer Terrorismus : Bestandsaufnahme und Bekämpfungsmöglichkeiten. München: HSS Akademie. — 198 c.[21] ISBN 3-88795-282-0
- Фитуни Л. Л.(2003). Теневой оборот и «бегство капитала». М.:"ИВЛ. Наука". — 264 c.[22] ISBN 5-02-018352-0
- Фитуни Л. Л. (2002) Финансовый мониторинг. Москва. — 552 с.[23] ISBN 5-7383-0223-0
- Integrating Regional and Global Security Cooperation (K. Lange and L. Fituni, eds.) HSS Akademie Munich, 2002. — 158 c. ISBN 3-88795-255-3
- Российские стратегические исследования (2002) под. ред. Л. Л. Фитуни. М.: Логос — 192 с.[24] ISBN 5-94010-160-7
- Фитуни, Л.Л. (2001). Экономика использования ресурсов Мирового океана. М.: МНЭПУ, — 106 с.[25] ISBN 5-7383-0155-2
- Фитуни Л.Л. (2000) . Международное движение капитала в условиях глобализации. М.: Изд-во МНЭПУ. — 188 с.[26] ISBN 5-7383-0146-3
- Мировая экономика. Университетский курс. (1998). Под ред. Л. Л. Фитуни. М.: МНЭПУ, — 196 с.
- Fituni Leonid. (1996) I padrini della nazione. Il ruolo delle mafie nella crisi russa. В кн.: Mafie e antimafia. Rapporto’96 . Roma-Bari: Laterza. — 340 c. ISBN 88-420-4889-5[27]
- Fituni L.L. (1995) The Collapse of The Socialist State: Angola and the Soviet Union. В кн.: Collapsed States: The Disintegration and Restoration of Legitimate Authority (I. William Zartman, ed.). Boulder CO.: Lynne Rienner, 1995. С. 143—156.[28] ISBN 978-1-55587-560-2
- Fituni L. (1990). Adui Njaa Anaweza Kushindwa? Tatizo Kuu la Nchi Zinazoendelea . М.:Novosti. (на суахили)[29]
- Fituni L.L. (1988) Haverá saída do labirinto Africano? (Fenómenos de crise na economia e tentativas de superá-los). Moscovo. Edições Progresso. — 168 c.[30] ISBN 5-01-000655-3
- Fituni L.L. (1985 и 1986) Angola: natureza, população, economia. М.:Прогресс. — 242 с., 1-е и 2-е изд.[31]
- Фитуни Л. Л. (1985). Марокко. Сер. Социально-экономические проблемы развивающихся стран. М.:Мысль.[32]- 158 с.
- Фитуни Л.Л. (1985) Народная Республика Ангола. Справочник М.: Наука.[33] — 204 с.
- Fituni L.L. et al. (1984) Terrorismo em África: quem o fomenta? Moscovo: Edições Progresso. — 136 с. (соавт.)
- Фитуни Л. Л. (1981) Развитие экономики независимой Анголы. М.: Наука.[34] — 174 с.
- هل يمكن التغلب على الجوع؟ Л. Л. Фитуни.(1990) Преодолим ли голод? Ключевая проблема развивающихся стран. М.Прогресс[35].

Основные теоретические статьи Л. Л. Фитуни опубликованы в журналах: «Мировая экономика и международные отношения», «Азия и Африка сегодня», «Международная жизнь», «Проблемы современной экономики», «Современная Европа», «Вестник МГИМО Университета», «Ученые записки Института Африки РАН», «Контуры глобальных трансформаций: политика, экономика, право», «Восток/Oriens», (Россия);«Journal of Money Laundering Control» (Великобритания), «Diplomatist» (Индия), «Africa Report» (США), «Sichersheitspolitik» (Швейцария), «Bilim ve sanat»(Турция), «Akademie für Politik und Zeitgeschehen. Berichte und Studien» и «Politische Sudien» (оба- Германия); альманахах и ежегодниках «Глобальные и стратегические исследования», «Россия в окружающем мире», «Безопасность Евразии» (Россия), «African Studies in Russia» (Россия-Канада) и др.

## Награды
2020 г. Благодарность Президента Российской Федерации 
2011 г. «Орден Дружбы» (Россия).
1997 г. Медаль "В память 850-летия Москвы"